# Eyjafjallajökull (wulkan)
Eyjafjallajökull (wym. [ˈei.jaˌfjatl.aˌjœ.kʏtl]ⓘ) – czynny wulkan o wysokości 1666 m n.p.m. w masywie Eyjafjöll w południowej Islandii, położony na zachód od wulkanu Katla w pobliżu lodowca Eyjafjallajökull. Nazwa składa się z trzech słów, które w języku islandzkim oznaczają lodowiec masywu Eyja (nazwa masywu pochodzi z kolei od słowa wyspa). W ciągu ostatnich 1100 lat do erupcji Eyjafjallajökull dochodziło czterokrotnie: w 920, 1612, 1821–1823 i w 2010. W pierwszych trzech przypadkach wkrótce następowała erupcja pobliskiego wulkanu Katla.
Wulkan ten jest wulkanem podlodowcowym.

## Erupcja w 2010
Między 3 i 5 kwietnia 2010 r. nastąpiło około 3000 słabych trzęsień ziemi z epicentrum w okolicy wulkanu. Niektóre drgania były odnotowywane w pobliskich miastach. Wybuch wulkanu nastąpił 15 kwietnia – miasta Fljótshlíð i Markarfljót zostały ewakuowane. Trzęsienie nie spowodowało ofiar w ludziach, aczkolwiek pył wulkaniczny znacznie zakłócił ruch samolotowy w całej Europie.